# Dark web
O termo Internet obscura ou rede maligna refere-se a servidores de rede disponíveis na Internet, acessíveis somente através de ferramentas, configurações ou autorizações específicas que dão um elevado nível de anonimato tanto a quem publica os conteúdos como a quem os consulta. A dark web forma uma parte pequena da Deep web, a parte da rede que não está indexada pelas ferramentas de busca, apesar de algumas vezes o termo Deep web ser usado de maneira equívoca para se referir especificamente à dark web.
A internet obscura não deve ser confundida com a Deep web, nem com as redes de compartilhamento de arquivos chamadas de Darknet. Ao passo que Deep web e Darknet referem-se a websites difíceis de serem acessados, e redes secretas ou paralelas à Internet, a Internet obscura (Dark Internet) é qualquer porção da Internet que não pode ser acessada por meios convencionais.
As Darknets que constituem a dark web incluem pequenas redes friend-to-friend Peer-to-peer, assim como grandes e populares redes como Freenet, I2P e Tor, operadas por organizações públicas e indivíduos. Usuários da dark web se referem à rede comum como Clearnet devido à sua natureza não criptografada. A dark web do Tor pode ser referida como onionland, ou "Terra da Cebola", uma referência ao sufixo do domínio da rede .onion e à técnica de anonimização do tráfego chamada onion routing.

## Terminologia
A dark web tem sido confundida com a deep web constantemente. A confusão data de, pelo menos, 2009, e, desde então, especificamente em relação a Silk Road, ambos os termos têm sido constantemente confundidos apesar das recomendações para que sejam distinguidos.

## Domínio
De maneira geral os sites da dark web se caracterizam por terem suas URLs como um conjunto de números e letras seguidos do domínio ".onion". Sites neste domínio não são indexados por navegadores comuns como o Firefox e o Google Chrome, sendo amplamente acessados pelo Tor Browser. O Tor Browser foi originalmente um projeto desenvolvido pela agência de inteligencia naval americana que se tornou um projeto open source que permite qualquer pessoa navegar na internet de forma anônima. Para criar essa navegação anonima, o Tor Browser encripta o endereço IP do usuário e o roteia através de vários outros roteadores conectados ao redor do mundo que também usem o Tor. O Tor Browser é capaz de navegar tanto na Surface Web quanto na dark web, sendo por isso conhecido como "a chave para a dark web". Este sistema de encriptação de IP gera como consequência uma grande dificuldade de se encontrar, rastrear e identificar usuários que usem este navegador.

## Definição
Websites dentro da internet obscura são acessíveis apenas através de redes como o Tor (do inglês "The onion router”, ou roteador cebola pela tradução livre) e I2P (do inglês “Invisible Internet Project”, ou Projeto de Internet Invisível). O navegador Tor e os sites acessíveis pelo Tor são amplamente usados entre os usuários da darknet e podem ser identificados pelo domínio ".onion". Enquanto o Tor é focado em oferecer acesso anônimo à internet, I2P se especializa em permitir a hospedagem anônima dos websites. Identidades e endereços dos usuários da darknet permenecem anônimos e não podem ser rastreados devido ao sistema de encriptação em camadas. A tecnologia de encriptação da darknet direciona os dados dos usuários através um grande número de servidores intermediários, o que protege a identidade dos usuários e garante anonimato. As informações transmitidas podem ser descriptografadas somente por um nó subsequente do esquema, que conduz ao nó de saída. O sistema é tão complexo que torna praticamente impossível a reprodução do caminho dos nós percorrdos e também a descriptografia camada por camada. Devido ao alto nível de encriptação, websites não são capazes de rastrear a geolocalização e o IP de seus usuários assim como os usuários não são capazes de conseguir essas informações do seu hospedeiro. Dessa forma, a comunicação entre os usuários da darknet é altamente encriptada permitindo que os usuários conversem, mantenham blogs, e compartilhem arquivos de maneira confidencial.
A darknet é também utilizada para atividades ilegais assim como comércio ilegal, fórums, compartilhamento de conteúdo ligado à pedofilia e contato entre terroristas.
Ao mesmo tempo, alguns dos websites tradicionais criam alternativas para a acessibilidade para o navegador Tor, em esforços para se conectar com seus usuários. Um exemplo é o da redação jornalística independente ProPublica que lançou uma nova versão de seu website disponível para os usuários de Tor.

### Onion Routing
O programa Onion Routing é composto por projetos de pesquisa, design, construção e análise de sistemas de comunicações anônimos. O foco é em sistemas práticos para conexões baseadas na Internet de baixa latência que resistam a análises de trafego, espionagem e outros ataques tanto de pessoas de fora (por exemplo, roteadores de internet) como de internos (próprios servidores Onion Routing). Onion Routing impede a rede de saber quem se comunica com quem - a rede sabe apenas que a comunicação está ocorrendo. Além disso, o conteúdo da comunicação está escondido de espiões até o ponto em que o tráfego sai da rede TOR.
O sistema de roteamento Onion mais recente está disponível gratuitamente e é executado na maioria dos sistemas operacionais comuns. Há uma rede Tor de várias centenas de nós, processando tráfego de centenas de milhares de usuários desconhecidos. (A proteção oferecida pelo sistema torna difícil determinar o número de usuários ou conexões de aplicativos.). O código e a documentação estão disponíveis sob uma licença gratuita. A proteção do Onion Routing é independente de saber se o remetente (sender) está escondido do receptor (receiver) da conexão ou vice-versa. O remetente e receptor podem querer identificar e até se autenticarem, mas não desejam que os outros saibam que estão se comunicando. O remetente também pode querer estar escondido do receptor. Há muitas maneiras pelas quais um servidor web pode deduzir a identidade de um cliente que o visita; Vários sites de teste podem ser usados para demonstrar isso. Um proxy de filtragem pode ser usado para reduzir a ameaça de identificar informações de um cliente que atinja um servidor. Onion Routing atualmente faz uso do filtro Privoxy para este propósito.

### Serviços ocultos (Hidden Services)
Os serviços da Web e outros serviços estão sujeitos a ataques de negação de serviço e até mesmo a potenciais ataques físicos. Mas se a localização lógica e física de um serviço estiver escondida, pode resistir a tais ataques, mesmo aqueles com acesso autorizado ao serviço. Desde o início fornecer serviços ocultos e pontos de encontro fizeram parte do Onion Routing.
O design Tor inclui uma abordagem melhorada para pontos de encontro e serviços ocultos. Os serviços ocultos foram implantados pela primeira vez usando a rede Tor. A Hidden wiki inclui uma lista de alguns serviços ocultos e informações relacionadas. (Um cliente Tor Tortivo e um proxy como Privoxy são necessários para acessar a hidden wiki.) Análise da segurança de servidores ocultos, incluindo melhorias de design para otimizar serviços de forma mais robusta são áreas de grande estudo na atualidade.

## Conteúdo
Um estudo publicado em Dezembro de 2014 por Gareth Owen da Universidade de Portsmouth descobriu que o tipo de conteúdo mais requisitado através do Tor era pornografia infantil, seguido por mercados negros, enquanto que os sites individuais com o mais alto tráfego eram aqueles dedicados a operações de botnet. Muitos sites de denúncia também mantém presença, assim como fórums de discussões políticas. Sites associados com o Bitcoin, fraudes de serviços e compras por correio estão entre os mais abundantes. Para combater a tendência de conteúdo controverso, o coletivo de artistas Cybertwee realizou uma venda de bolos em um site de darknet.
Embora exista conteúdo ilícito na dark web, o seu tráfego não é totalmente feito por pessoas com intenções maliciosas, ele também é composto por usuários que procuram maior privacidade em suas atividades. No entanto, assim como ocorre no Bitcoin, existe uma grande imagem de criminalidade associada com a dark web, mesmo sabendo que o onion routing, atual modelo conexão que garante o anonimato do usuário e é usado para acessar essas redes, foi financiado pelo governo dos Estados Unidos para garantir a privacidade na comunicação online.
Um estudo mais recente de fevereiro de 2016 feito por pesquisadores do King's College de Londres dá a seguinte distribuição de conteúdo por um conjunto de categorias alternativas, destacando o uso ilícito de serviços .onion:

### Botnets
As botnets são muitas vezes estruturadas com seus servidores de comando e controle baseados em um serviço oculto resistente à censura, criando uma grande quantidade de tráfego relacionado aos bots.

### Serviços relacionados ao Bitcoin
Os serviços de Bitcoin, como tumblers, estão freqüentemente disponíveis no Tor, e alguns - como o Grams - oferecem integração ao mercado de darknet. Um estudo realizado por Jean-Loup Richet, pesquisador da ESSEC, e realizado junto ao Escritório das Nações Unidas sobre Drogas e Crime, destacou novas tendências no uso de Bitcoin para fins de lavagem de dinheiro. Uma abordagem comum era usar um serviço de troca de moeda digital que convertia Bitcoin em uma moeda de jogo on-line (como moedas de ouro em World of Warcraft) que mais tarde seria convertido novamente em dinheiro. Uma das características importantes do bitcoin e serviços similares na dark web é a sua política de criptografia, que está se tornando um teste dos valores da democracia liberal no século XXI.

### Mercados da Darknet
Os mercados comerciais da darknet, que mediam as transações por drogas ilícitas e outros bens, atraíram significativa cobertura da mídia, começando com a popularidade da Silk Road e Diabolus Market, e sua subsequente apreensão por autoridades legais. Outros mercados ainda vendem vulnerabilidades em softwares e armas. Comparações das diferenças de preços entre mercados na dark web e os preços na vida real ou dentro da internet comum têm sido tentados, bem como estudos sobre a qualidade dos bens recebidos através da dark web. Um desses estudos foi realizado sobre a qualidade das drogas ilegais encontradas no Evolution, um dos criptomarkets mais populares ativos de janeiro de 2014 a março de 2015. Um exemplo de resultados analíticos incluía que a informação digital, como métodos de ocultação e país de embarque, parecia exata " Mas a pureza das drogas ilícitas é diferente das informações indicadas em suas respectivas listas ". Menos se sabe sobre as motivações dos consumidores para acessar esses mercados e os fatores associados à sua utilização.
Muitos desses mercados ilícitos utilizavam como moeda o famoso bitcoin, uma moeda de troca virtual que executa transações através do modelo de conexão peer-to-peer diretamente entre os usuários, sem a necessidade de algum intermediário nessas transações. O motivo dessa moeda ser usada para transações ilícitas porquê os indivíduos envolvidos na transação não são identificados, fazendo com que a negociação não deixe rastros, e também, devido ao bitcoin ser uma criptomoeda ele não gera impostos sobre as transações.
O maior desses mercados ilícitos encontrados na dark web foi o famoso SilkRoad, que utilizava uma combinação entre o Tor e Bitcoins para efetuar suas transações comerciais. O SilkRoad foi fundado por Ross Ulbricht, que se identificava como "Dread Pirate Roberts" em fevereiro de 2011, e ficou no ar até Outubro de 2013. Após o fechamento do SilkRoad, muitos outros pequenos sites foram surgindo na dark web de maneira regular, como por exemplo o Silk Road 2.0 ou o Agora marketplace. Esses sites nem sempre chegavam a crescer e eram rapidamente derrubados por agências do governo.
No entanto, além dessas atividades ilícitas, empresas de Business Intelligence estão expandindo seus mercados para a dark web. Existe um interesse de grandes e pequenas empresas/investidores em obter certos tipos de informação que se encontram na dark web, para que assim algumas decisões de negócio possam ser tomadas. Essas informações podem ser sobre haver ou não algum tipo de mercado de seus produtos na dark web, o que as pessoas falam sobre as empresas na dark web (seja a própria empresa ou algum concorrente), além de diversas outras informações que podem ser encontradas.
Embora o acesso à dark web não seja ilegal na maioria dos países, esse tipo de mercado marca uma partida no uso de dados alternativos de fonte aberta (mídia social e imagens, satélite...) como um recurso na tomada de decisão de investimento de grandes e pequenas empresas.
Muitos fóruns de discussão sobre os mercados da darknet foram criados, o mais famoso deles é o Reddit's /r/DarkNetMarkets/, alvo de investigações relacionadas a atividades ilegais, assim como o fórum The Hub. Muitas dessas lojas contém seus próprios fóruns de discussão e subreddits. A maioria dessas lojas e fóruns estão em inglês, mas também existem vários em Chinês, Russo e Ucraniano.
Existem também algumas ferramentas de busca especializadas na busca desses vários mercados sem a necessidade de login ou cadastro, como por exemplo o "search engine Grams".
Também existem alguns sites de notícias e reviews, alguns deles na surface web, como por exemplo DeepDotWeb e o All Things Vice, que fazem comentários e reviews da dinâmica desses mercados da dark web. Serviços como o DNStats também provê informações sobre mercados ativos e possíveis atividades de investigação governamental nos mercados.
Devido a natureza descentralizada desses mercados, sites de phishing e scam são frequentemente referenciados, seja maliciosamente ou acidentalmente.
Em um mercado centralizado da darknet, os itens são listados mostrando todos os fornecedores, com um formato similar aod formato do eBay. Virtualmente, esses mercados contam com features de reputação, busca e envio similares às da Amazon.com.
Hoje em dia, os vendedores mais populares estão abrindo as suas próprias lojas, se separando dos grandes mercados. Vários deles até começam a operar na SurfaceWeb, alguns obtendo sucesso e outros não.

### Grupos e serviços Hackers
Muitos hackers vendem os seus serviços dentro da dark web individualmente ou como parte de grupos. Esses grupos incluem xDedic, hackforum, Trojanforge, Mazafaka, dark0de e o mercado de darknet TheRealDeal. Alguns têm sido conhecidos para rastrear e extorquir potenciais pedófilos. Os crimes cibernéticos e os serviços de hackers para instituições financeiras e bancos também são oferecidos através da dark web. Tentativas de monitorar essas atividades foram feitas através de várias organizações governamentais e privadas, e um exame das ferramentas usadas pode ser encontrado na revista Procedia Computer Science. O uso de ataques DNS de negação de serviço por excesso de requisições através de acesso distribuído (DRDoS) também são feitos através da dark web.

### Fraudes e conteúdo não verificado
Há relatos de assassinatos financiados por crowdfunding e assassinos de aluguel para contratar, no entanto, acredita-se que sejam majoritariamente golpes. O criador da Silk Road foi preso pelas investigações da Homeland Security (HSI) por seu site e também por alegadamente contratar um assassino para matar seis pessoas, embora as acusações tenham sido descartadas mais tarde.
Há uma lenda urbana que diz que se pode encontrar assassinatos transmitidos ao vivo na dark web. O termo "Sala Vermelha" foi cunhado com base na animação japonesa e lenda urbana do mesmo nome. No entanto, as evidências apontam para todos os casos relatados sendo brincadeiras.
Em 25 de junho de 2015, um assustador jogo indie chamado Sad Satan foi revisado pelo canal do Youtube Obscure Horror Corner, que alegaram ter encontrado através da dark web. Várias inconsistências no vídeo do canal lançam dúvidas sobre a versão relatada dos eventos.

### Terrorismo
Existem pelo menos alguns sites reais e outros fraudulentos que alegam ser utilizados pelo ISIS, incluindo um falso derrubado pela Operação Onymous. Na esteira dos ataques de novembro de 2015 em Paris, um site desse tipo foi hackeado por um grupo de hackers afiliado ao Anonymous chamado GhostSec e substituído por um anúncio para o Prozac. Foi descoberto que o grupo islâmico Rawti Shax esteve operando na dark web por algum tempo.

## Jornalismo
Muitos jornalistas individuais, organizações alternativas de notícias e educadores ou pesquisadores têm influenciado muito ultimamente com a redação e o discurso sobre a Darknet, tornando o uso claro para o público em geral.
Jamie Bartlett é jornalista e blogueiro de tecnologia para o The Telegraph e Diretor do Centro de Análise de Mídias Sociais para Demos em conjunto com a Universidade de Sussex. Em seu livro, The Dark Net, Barlett retrata o mundo do Darknet e suas implicações para o comportamento humano em diferentes contextos. Por exemplo, o livro abre com a história de uma jovem que procura feedback positivo para construir sua auto-estima aparecendo nua na internet. Ela é finalmente rastreada em sites de mídia social, onde seus amigos e familiares são então inundados com imagens da garota. Esta história destaca a variedade de interações humanas que o Darknet permite, mas também lembra ao leitor como a participação em uma rede de overlay como o Darknet raramente está em completa separação da rede comum. O principal objetivo de Bartlett é uma exploração do Darknet e suas implicações para a sociedade. Ele explora diferentes subculturas, algumas com implicações positivas para a sociedade e outras com negativo.
Bartlett deu um TEDTalk em junho de 2015 examinando mais o assunto. Sua palestra, intitulada "Como a misteriosa Darknet está se tornando mainstream", introduz a ideia por trás do Darknet para o público, seguido por um exemplo passo a passo de um de seus sites, o já citado Silk Road. Ele ressalta a familiaridade do design dos websites que são semelhante aos sites de consumidores usados na maior parte da rede comum. Bartlett, então, apresenta exemplos de como operar em um mercado incerto e de alto risco, como os do Darknet, realmente criando inovação que ele acredita que pode ser aplicada a todos os mercados no futuro. Como ele ressalta, já que os fornecedores estão sempre pensando em novas maneiras de contornar e se proteger, a Darknet tornou-se mais descentralizada, mais amigável ao cliente, e mais inovadora. À medida que nossas sociedades estão cada vez mais buscando maneiras de se manter a privacidade online, mudanças como aquelas que ocorrem na Darknet não são apenas inovadoras, mas podem ser benéficas para sites e mercados on-line comerciais.
Os meios de comunicação tradicionais e canais de notícias como ABC News também apresentaram artigos examinando o Darknet. Vanity Fair publicou um artigo em outubro de 2016 intitulado The Other Internet. O artigo discute a ascensão da rede escura e menciona que as estacas tornaram-se elevadas em um deserto digital sem lei. Ele menciona que a vulnerabilidade é uma fraqueza nas defesas de uma rede. Outros tópicos incluem as versões de comércio eletrônico de mercados negros convencionais, vendas de armas online de TheRealDeal, e papel de segurança de operações.

## Preocupações com a darknet
Alguns governos estão preocupados com a difusão da Darknet, porque eles não são capazes de descriptografar informações potencialmente perigosas transmitidas através da rede altamente criptografada. O Grande Firewall da China, que foi implementado para bloquear proxies de evasão, como SoftEther e GoAgent, atualmente bloqueia Tor também. Em fevereiro de 2015, a Safe Internet League na Rússia apoiou a iniciativa do deputado, Leonid Levin, para implementar uma ferramenta que bloqueia todas as redes anônimas, incluindo o Darknet. De acordo com o diretor executivo da Liga, Denis Davydov, as redes anônimas são usadas principalmente para cometer crimes.
Além de governos, os comerciantes têm preocupações sobre o Darknet. Como os usuários do Tor não deixam uma trilha de dados, como um registro de sites visitados e tempo gasto em cada página, torna-se cada vez mais difícil para os profissionais de marketing coletar informações sobre seus clientes.
O anonimato fornecido pelo Darknet abriu novas oportunidades para vendedores de drogas e compradores, o que resultou no surgimento de criptomarkets como Silk Road. A acessibilidade fácil das drogas levanta preocupações do público, enquanto que alguns investigadores discutirem que as substâncias ilegais encontradas na dark web são certamente mais seguras do que mercados negros reais.

## Causas
Falhas na alocação de recursos da Internet devido às tendências caóticas de crescimento e retração são a principal causa da formação de endereços obscuros. Uma forma de endereço obscuro são os websites da arcaica MILNET.

## Na cultura popular
- A teia escura é um elemento fundamental da trama no romance de Lee Child, Make Me (2015).[42]
- O personagem Lucas Goodwin usa a dark web para encontrar um hacker na série de televisão americana House of Cards (2013).[43]
- A dark web é um elemento de enredo importante no filme de terror tecnológico alemão Who Am I (2014). O filme também visualiza salas de bate-papo secretas secretas em que as pessoas mascaradas trocam mensagens.[44]
- Killer.com (2015) é um romance de Kenneth G. Eade sobre um mafioso de cyber bullying que contrata um assassino de aluguel dentro darknet para cometer um homicídio anônimo.[45]
- CSI: Cyber (2015) segue o trabalho de Mary Aiken, inspirada agente especial, Avery Ryan, que lidera uma divisão do FBI encarregada de trabalhar na dark web, investigando tudo, desde leilões de bebê on-line ("Kidnapping 2.0") à desativação de proteção de uma montanha-russa ("CMND: \ CRASH"), o mundo do armamento do mercado negro ("Ghost in the Machine"), a morte de quem usa um aplicativo de transporte ("Killer En Route") e uma falha de projeto em um Impressora ("Fire Code").
- Bleeding Edge de Thomas Pynchon mergulha profundamente na dark web para desvendar um complô conspiratório ligado ao bombardeio das torres gêmeas.
- O jogo de 2016 intitulado "Welcome to the game" é inteiramente baseado na deep/dark web.[46]
- A dark web é um ponto chave da trama no filme de 2016 "Nerve", que é baseado em um romance de YA do mesmo nome por Jeanne Ryan.[47]
- No episódio "eps2.3_logic-b0mb.hc" (ep 5 da temporada 2) da série de televisão drama-thriller Mr. Robot o protagonista Elliot está reparando um site escondido de Tor que acaba por ser um mercado da darknet Chamado "Midland City", imaginado como o Silk Road e especializado na venda de armas, tráfico sexual de mulheres, lançadores de foguetes, drogas e assassinos de aluguel. Quando ele aprende sobre isso fica com a consciência pesada. Mais tarde ele é arrastado para fora da cama e espancado por dois valentões e lembrado por Ray, o administrador do site, que lhe foi dito para não olhar para o conteúdo do site.[48]
- O album Syro de Aphex Twin foi anunciado na dark web.